# Žumberk
Žumberk (německy Schumberg, též Sonnenberg) je městys v okrese Chrudim v Pardubickém kraji. Leží na okraji Českomoravské vrchoviny deset kilometrů jihovýchodně od města Chrudim, v místech kde se Polabská nížina mění v pahorkatinu. Žije zde 273 obyvatel. 

## Historie
Osada vznikla v blízkosti hradu Žumberk a od roku 1487 je uváděna jako městečko nebo městys.

## Přírodní poměry
Žumberk se rozkládá na úbočích kopce a na březích řeky Holetínky. V samotné obci i v jejím okolí je mnoho lomů, kde se těžila a těží červená Žumberecká žula. Pracovali zde i obyvatelé nacisty vypálené vesnice Ležáky. V zalesněném údolí Holetínky u silnice na Lukavici leží hradiště Hrádek se zbytky středověkých valů a příkopů. Za městysem se nachází klidná chatařská oblast.

## Obyvatelstvo
| Rok            | 1869 | 1880 | 1890 | 1900 | 1910 | 1921 | 1930 | 1950 | 1961 | 1970 | 1980 | 1991 | 2001 | 2011 | 2021 |
| -------------- | ---- | ---- | ---- | ---- | ---- | ---- | ---- | ---- | ---- | ---- | ---- | ---- | ---- | ---- | ---- |
| Počet obyvatel | 664  | 628  | 666  | 650  | 749  | 708  | 708  | 497  | 434  | 369  | 295  | 231  | 222  | 243  | 264  |
| Počet domů     | 83   | 89   | 91   | 95   | 105  | 114  | 132  | 138  | 130  | 121  | 103  | 136  | 142  | 141  | 154  |

## Správa městyse
Dne 22. června 2007 byl obci vrácen status městyse.

### Části městyse
- Částkov
- Prostějov
- Žumberk

V letech 1850–1890 k městysi patřil i Smrček.

## Pamětihodnosti
Asi sto metrů od hradních zdí stojí kostel Všech svatých, který byl původně gotický, ale v roce 1880 byl přestavěn v novorománském a novogotickém slohu. U kostela je zvonice s dřevěným patrem a barokní socha svatého Jana Nepomuckého z roku 1772.
Další kulturní památky v městečku jsou:
- kašna
- studna s přístřeškem
- usedlost čp. 16
- vodní mlýn čp. 42

## Osobnosti
Před kostelem se nachází Laušmanovo náměstí, pojmenované po místním rodákovi Bohumilu Laušmanovi, někdejším poslanci Národního shromáždění. Byl to sociálně demokratický politik a ministr průmyslu v letech 1945–1948, který se v Žumberku narodil 30. srpna 1903. Dne 30. dubna 1911 se zde narodil i plukovník Karel Šmejda, náčelník štábu československého vojska na Podkarpatské Rusi v roce 1938, pozdější tajemník vojenského odboru Fakulty tělesné výchovy Univerzity Karlovy (zeť, resp. manžel dcery Josefy, dostihového trenéra Karla Šmejdy (narozen 3. listopadu 1880 ve Vídni, zastřelen 7. května 1945 na závodišti ve Velké Chuchli).

## Fotogalerie

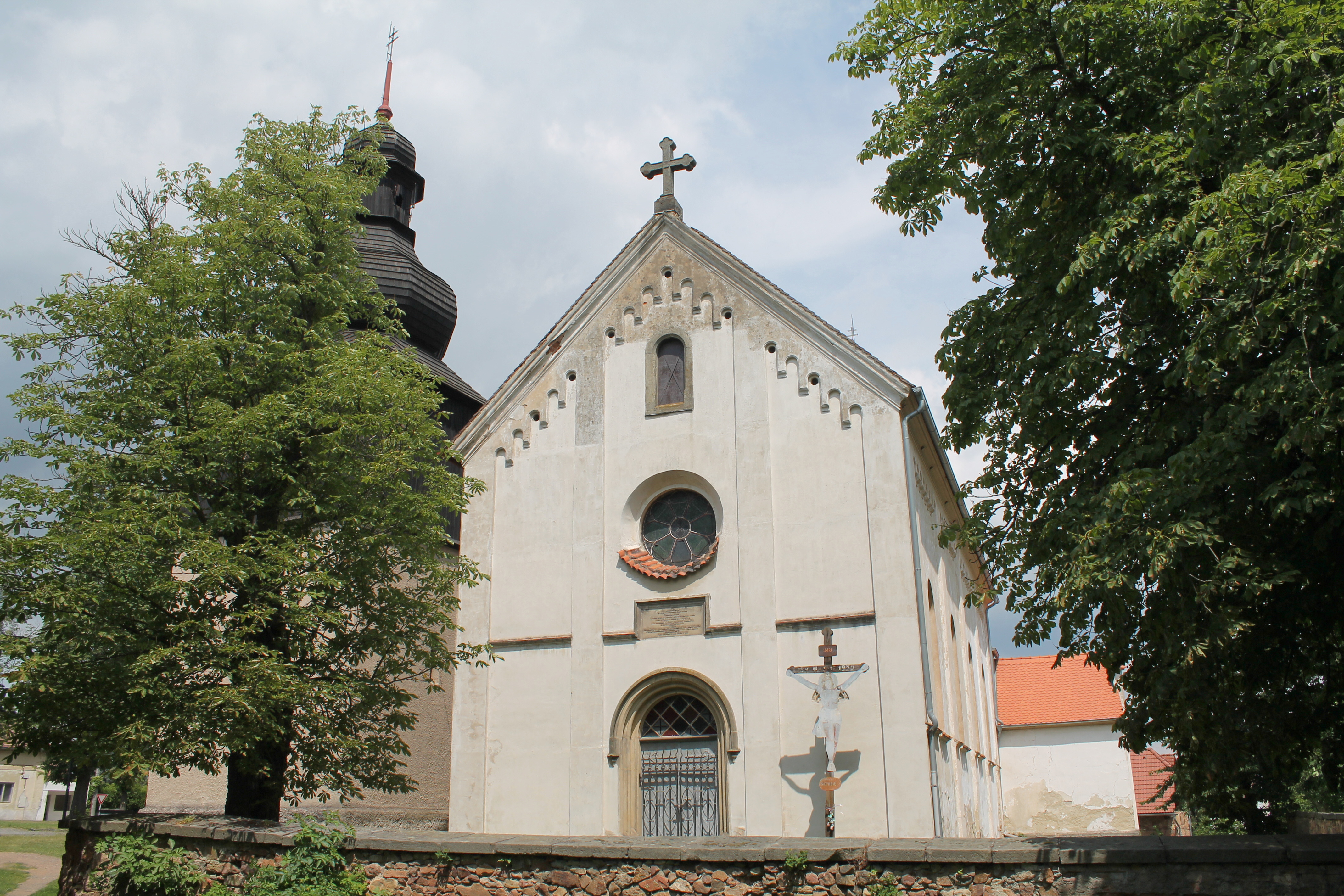
Kostel Všech svatých
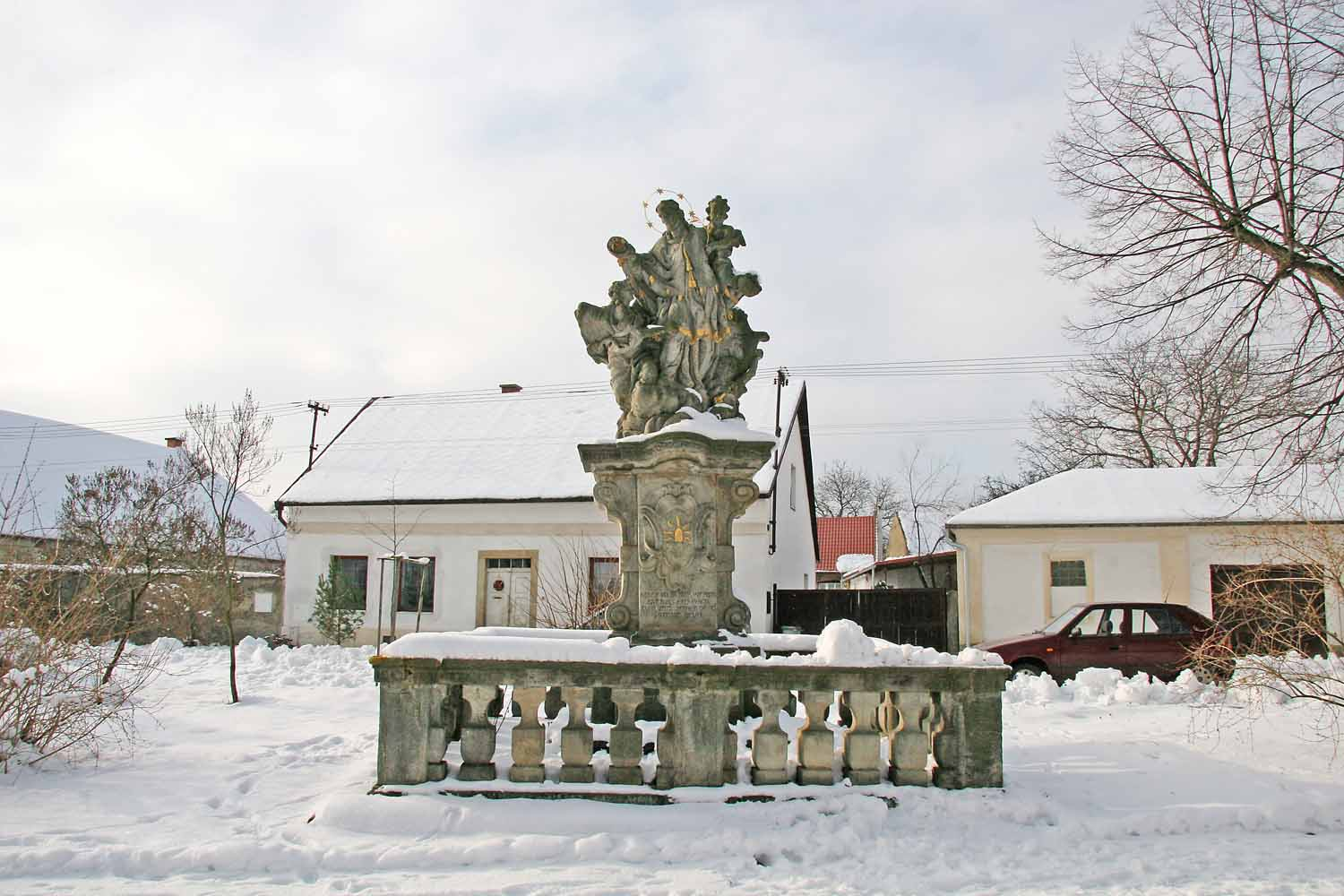
Socha svatého Jana Nepomuckého
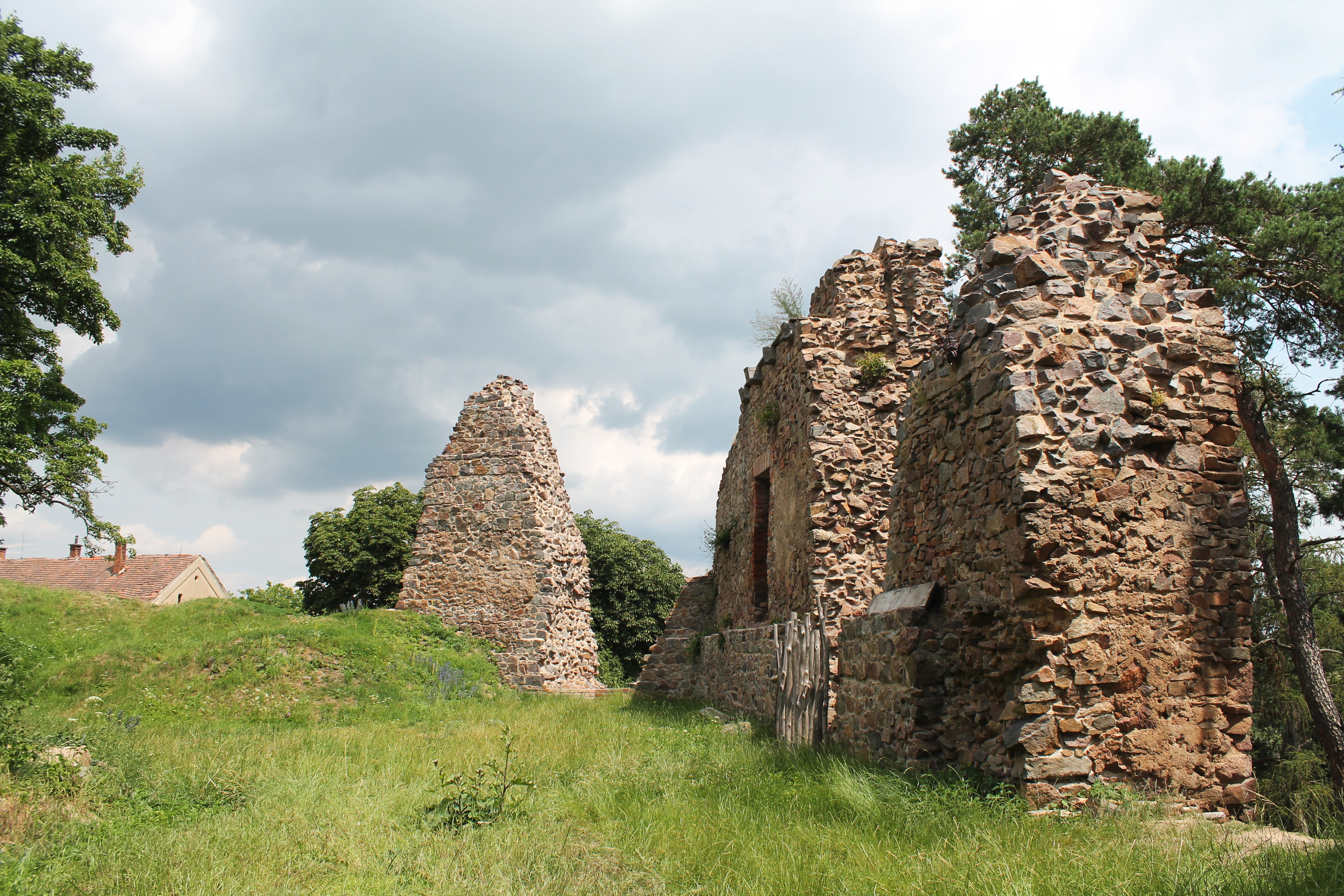
Zřícenina hradu Žumberk